# Hoa hậu Trái Đất 2006
Hoa hậu Trái Đất 2006 là cuộc thi tìm ra chiến binh bảo vệ Trái Đất lần thứ 6, được tổ chức tại Viện Bảo tàng Quốc gia ở Manila, Philippines vào ngày 26 tháng 11 năm 2006. Người chiến thắng của cuộc thi là cô Hil Hernández, đến từ Chile, được trao vương miện bởi Alexandra Braun Waldeck, Hoa hậu Trái Đất 2005 đến từ Venezuela. Cô đã xuất sắc vượt qua 81 thí sinh khác để trở thành chủ nhân mới của chiếc vương miện danh giá.
Ban đầu, cuộc thi dự định diễn ra ở Santiago, Chile nhưng vì quốc gia này không đáp ứng được những yêu cầu của Ban tổ chức nên phải chuyển về Philippines. Do vậy, Tân Hoa hậu đã "vuột" mất cơ hội trở thành người đẹp đầu tiên trong lịch sử cuộc thi đăng quang trên sân nhà. Dẫn chương trình trong đêm chung kết là Ariel Urata cùng cựu Hoa hậu Trái Đất Priscilla Meirelles với Ginger Conejero dẫn dắt trong hậu trường. Hơn 100 cô gái được xác định tham gia nhưng chỉ có 82 thí sinh góp mặt. Dù vậy, đây vẫn là con số cao nhất về số lượng người đẹp tham dự cuộc thi.
Video chính thức: https://www.youtube.com/watch?v=QiiHL-vfOig

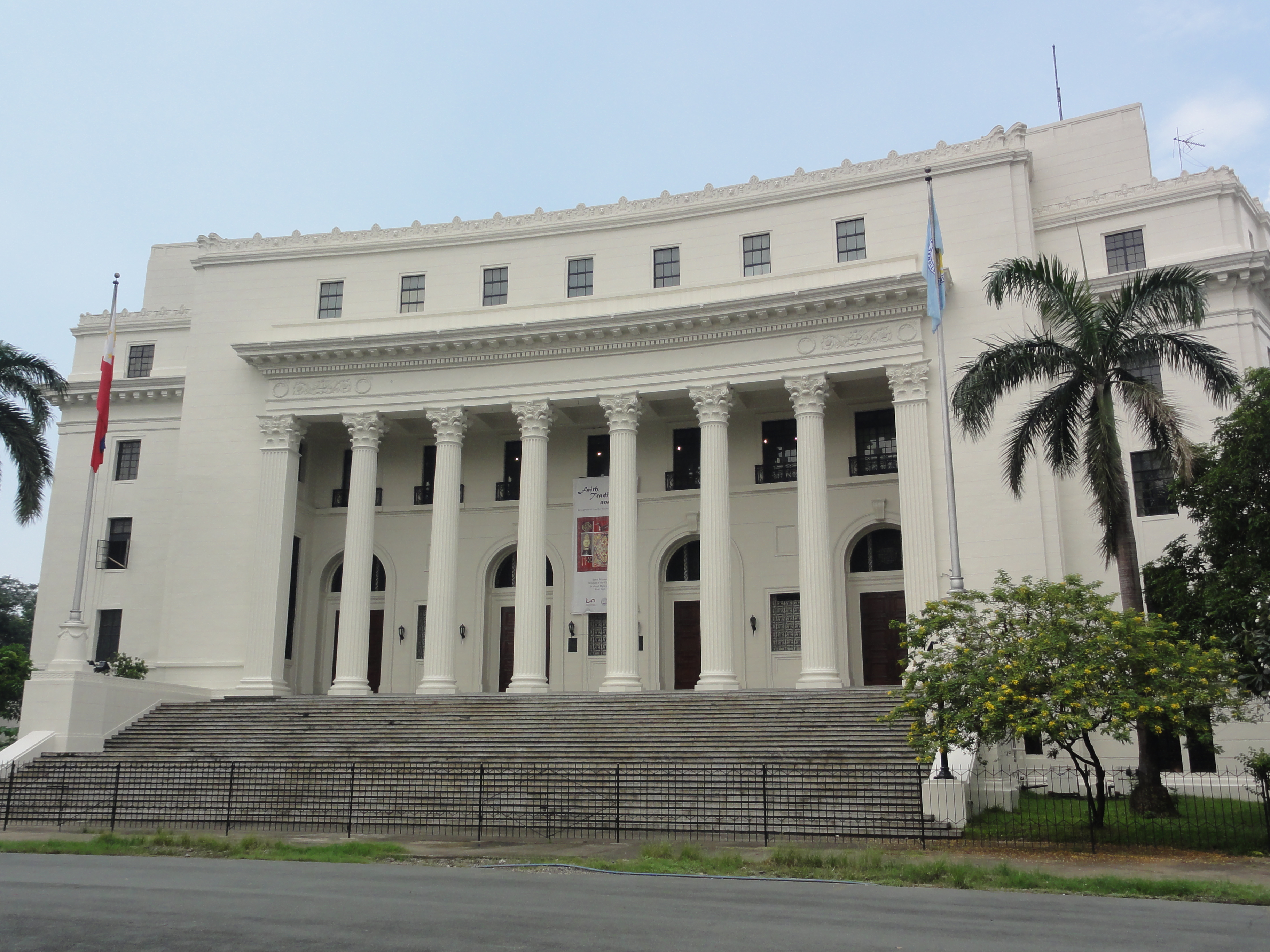
Sân trước Viện Bảo tàng quốc gia tại thủ đô Manila, Philippines, địa điểm chính thức diễn ra cuộc thi Hoa hậu Trái Đất 2006.

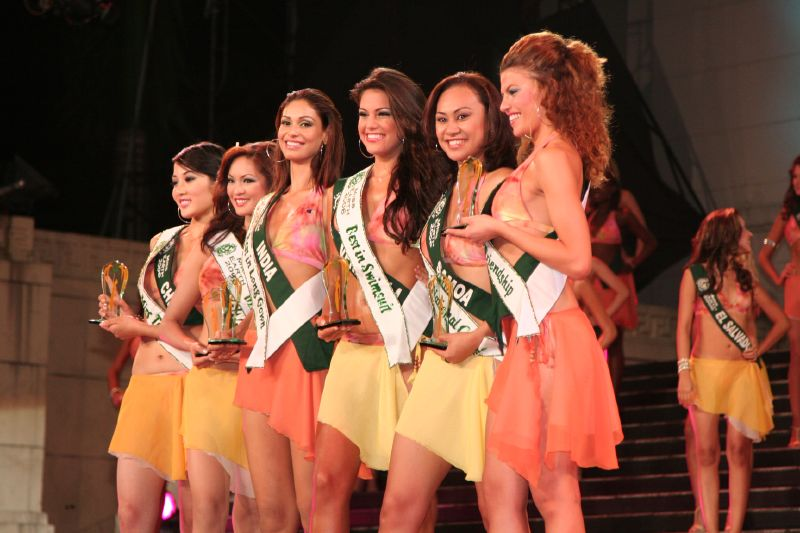
Các thí sinh chiến thắng giải thưởng phụ từ phải qua trái: Ý (Hoa hậu Thân thiện), Samoa (Trang phục truyền thống đẹp nhất), Venezuela (Trình diễn áo tắm đẹp nhất), Ấn Độ (Trang phục dạ hội đẹp nhất), Canada (Hoa hậu Ảnh), Trung Quốc (Hoa hậu Tài năng)

## Kết quả cuộc thi

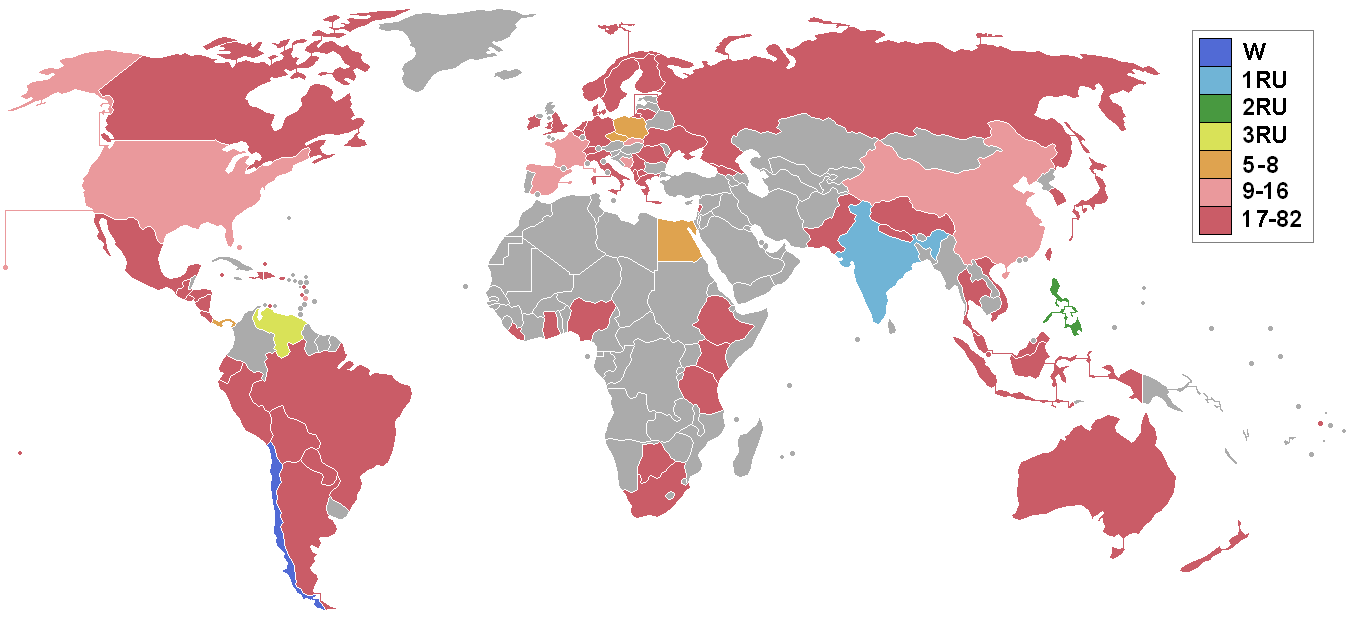
Các quốc gia và lãnh thổ tham gia Hoa hậu Trái Đất 2006 và kết quả

### Các danh hiệu cao nhất
| Kết quả                     | Thí sinh |
| --------------------------- | --- |
| Hoa hậu Trái Đất 2006       | - Chile – Hil Hernández |
| Hoa hậu Không khí (Á hậu 1) | - Ấn Độ – Amruta Patki |
| Hoa hậu Nước (Á hậu 2)      | - Philippines – Catherine Untalan |
| Hoa hậu Lửa (Á hậu 3)       | - Venezuela – Marianne Puglia |
| Top 8                       | - Cộng hòa Séc – Petra Soukupová - Ai Cập – Meriam George - Panama – Stefanie de Roux - Ba Lan – Francys Sudnicka |
| Top 16                      | - Bahamas – Leandra Pratt - Bosna và Hercegovina – Bosena Jelcic - Trung Quốc – Zhou Mengting - Pháp – Anne Charlotte Triplet - Saint Lucia – Cathy Daniel - Slovakia – Judita Hrubyova - Tây Ban Nha – Rocio Cazallas - Hoa Kỳ – Amanda Pennekamp |

### Các giải thưởng phụ
| Giải thưởng                 | Thí sinh                                                     |
| --------------------------- | ------------------------------------------------------------ |
| Hoa hậu Ảnh                 | - Canada – Riza Santos                                       |
| Trang phục dân tộc đẹp nhất | - Samoa – Mililani Vienna Tofa                               |
| Hoa hậu Thân thiện          | - Ý – Maria Lucia Leo                                        |
| Hoa hậu Tài năng            | 1. Trung Quốc – Zhou Mengting 2. Việt Nam – Vũ Nguyễn Hà Anh |
| Trang phục dạ hội đẹp nhất  | - Ấn Độ – Amruta Patki                                       |
| Miss Fontana                | - Canada – Riza Santos                                       |
| Trình diễn áo tắm đẹp nhất  | - Venezuela – Marianne Puglia                                |

### Thứ tự công bố
| 1. Panama 2. Slovakia 3. Saint Lucia 4. Pháp 5. Chile 6. Philippines 7. Ai Cập 8. Bosna và Hercegovina 9. Cộng hòa Séc 10. Bahamas 11. Hoa Kỳ 12. Tây Ban Nha 13. Venezuela 14. Ấn Độ 15. Ba Lan 16. Trung Quốc | 1. Cộng hòa Séc 2. Ấn Độ 3. Ba Lan 4. Venezuela 5. Panama 6. Ai Cập 7. Philippines 8. Chile | 1. Chile 2. Ấn Độ 3. Venezuela 4. Philippines |

## Phần ứng xử hay nhất
Câu hỏi trong phần thi ứng xử của Hoa hậu Trái Đất 2006: "Chính phủ của mỗi quốc gia cần nỗ lực thế nào để ngăn chặn sự nóng lên toàn cầu?"
Câu trả lời của Hoa hậu Trái Đất 2006: "Chúng ta phải giáo dục người dân về sự nóng lên toàn cầu. Chúng ta nên giúp họ kiểm soát ô nhiễm môi trường, tạo ra ý thức toàn cầu. Các ngành công nghiệp lớn liên quan đến vấn đề này. Bạn đã phát triển nền kinh tế, bây giờ đến lượt bạn chăm sóc mẹ Trái Đất". - Hil Hernández, đại diện của Chile.

## Nhạc nền
- Phần mở đầu: "Manila" của Hotdogs
- Phần thi trang phục dạ hội: "The Way You Look At Me" của Christian Bautista (Trình diễn trực tiếp)

## Dẫn chương trình
- Ariel Ureta
- Priscilla Meirelles (Hoa hậu Trái Đất 2004)
- Ginger Conejero (Á hậu 1 Hoa hậu Trái Đất Philippines 2006)

## Giám khảo
| Số thứ tự | Giám khảo                | Nghề nghiệp, chức vụ                                                                  |
| --------- | ------------------------ | ------------------------------------------------------------------------------------- |
| 1         | Abbygale Arenas          | Người mẫu thời trang hàng đầu, Tư vấn hình ảnh                                        |
| 2         | Catherine Constantinides | Nhà môi trường học, MC chương trình Phong cách sống ở Nam Phi                         |
| 3         | Tweety de Leon           | Siêu mẫu                                                                              |
| 4         | Justine Gabionza         | Nữ hoàng Du lịch Quốc tế 2006 đến từ Philippines                                      |
| 5         | Michel Adam Lisowski     | Người sáng lập, Chủ tịch của Fashion TV                                               |
| 6         | Warner Manning           | Nhà môi trường học, Giám đốc điều hành của Tập đoàn Ngân hàng Hồng Kông và Thượng Hải |
| 7         | Andrea Mastellone        | Tổng giám đốc Khách sạn và khu nghỉ dưỡng Shangri-La                                  |
| 8         | Jose Ramon Olives        | Nhà báo, Phó chủ tịch cấp cao của kênh ABS-CBN                                        |
| 9         | Dorian Peña              | Cầu thủ bóng rổ chuyên nghiệp                                                         |
| 10        | Ricky Reyes              | Chuyên gia sắc đẹp                                                                    |
| 11        | Tatsuhiko Takahasi       | Nhà hảo tâm, Chủ tịch của Khách sạn Richmonde                                         |
| 12        | Lee Chul-woo             | Giám đốc Hãng hàng không Korean Air ở Philippines                                     |

## Các thí sinh tham dự
82 thí sinh tham gia cuộc thi:
- Albania – Blerta Halili
- Argentina – Andrea Carolina Garcia
- Úc – Natalie Newton
- Bahamas – Leandra Pratt
- Bỉ – Isabelle Cornelis
- Bolivia – Jessica Jordan
- Bosna và Hercegovina – Bosena Jelcic
- Botswana – Kefilwe Kgosi
- Brazil – Ana Paula Quinot
- Canada – Riza Santos
- Quần đảo Cayman – Stephanie Monique Espeut
- Chile – Hil Hernández
- Trung Quốc – Zhou Mengting
- Costa Rica – Maripaz Duarte
- Curaçao – Kristal Rose Sprock
- Cộng hòa Séc – Petra Soukupová
- Đan Mạch – Nicoline Qvortrup
- Cộng hòa Dominican – Alondra Peña
- Ecuador – Maria Magdalena Stahl
- Ai Cập – Meriam George
- El Salvador – Ana Flor Astrid Machado
- Anh – Holly Ikin
- Ethiopia – Dina Fekadu
- Phần Lan – Linnea Aaltonen
- Pháp – Anne Charlotte Triplet
- Georgia – Maria Sarchimelia
- Đức – Fatima Funk
- Ghana – Mable Naadu Frye
- Hy Lạp – Eugenia Lattou
- Guadeloupe – Ingrid Bevis
- Guatemala – Catherine Gregg
- Haiti – Helan Georges
- Honduras – Lesly Gabriela Molina Kristoffp
- Ấn Độ – Amruta Patki
- Indonesia – Yelena Setiabudi
- Ireland – Melanie Boreham
- Ý – Maria Lucia Leo
- Nhật Bản – Noriko Ohno
- Kenya – Emah Madegwa
- Hàn Quốc – Park Hee-jung
- Liban – Nahed Al Saghir †
- Liberia – Rachel Njinimbam
- Litva – Evelina Dedul
- Macedonia – Ivana Popovska
- Malaysia – Alice Loh
- Martinique – Megane Martinon
- Mexico – Alina Garcia
- Nepal – Ayushma Pokharel
- Hà Lan – Sabrina Van Der Donk
- New Zealand – Annelise Burton
- Nicaragua – Sharon Amador
- Nigeria – Ivy Obrori Edenkwo
- Na Uy – Meria Leroy
- Pakistan – Sehr Mahmood
- Panama – Stefanie de Roux
- Paraguay – Paloma Navarro
- Peru – Valery Caroline Neff
- Philippines – Catherine Untalan
- Ba Lan – Francys Sudnicka
- Puerto Rico – Camille Colazzo
- Romania – Nicoleta Motei
- Nga – Elena Salnikova
- Saint Lucia – Cathy Daniel
- Samoa – Mililani Vienna Tofa
- Serbia và Montenegro – Dubravka Skoric
- Singapore – Shn Juay Shi Yun
- Slovakia – Judita Hrubyová
- Nam Phi – Nancy Dos Reis
- Tây Ban Nha – Rocio Cazallas
- Thụy Điển – Cécilia Harbo Kristensen
- Thụy Sĩ – Laura Ferrara
- Tahiti – Raimata Agnieray
- Đài Loan – Chiu Yu-Cheng
- Tanzania – Richa Adhia
- Thái Lan – Pailin Rungratanasunthorn
- Tây Tạng – Tsering Chungtak
- Quần đảo Turks và Caicos – Nicquell Garland
- Ukraine – Karina Kharchinska
- Hoa Kỳ – Amanda Pennekamp
- Venezuela – Marianne Puglia
- Việt Nam – Vũ Nguyễn Hà Anh
- Wales – Laura Livesy

## Chú ý

### Tham dự lần đầu
- Botswana
- Quần đảo Cayman
- Curaçao
- Anh
- Georgia
- Guadeloupe
- Ireland
- Liberia
- Litva
- Tây Tạng
- Wales

Ghi chú thêm: Năm nay, Vương quốc Liên hiệp Anh và Bắc Ireland cử hai đại diện đến từ Anh và Wales.

### Trở lại
- Tham gia lần cuối vào năm 2001:
  -  Ý
- Tham gia lần cuối vào năm 2002:
  -  Hy Lạp
  -  Tây Ban Nha
- Tham gia lần cuối vào năm 2004:
  -  Albania
  -  Costa Rica
  -  Ethiopia
  -  Guatemala
  -  Thụy Sĩ

### Bỏ cuộc
- Afghanistan
- Campuchia
- Cameroon
- Colombia
- Estonia
- Hồng Kông
- Israel
- Jamaica
- Latvia
- Ma Cao
- Mauritius
- Mông Cổ
- Niue
- Bồ Đào Nha
- Tokelau
- Vương quốc Liên hiệp Anh và Bắc Ireland
- Zambia

### Tham gia các cuộc thi khác
Các thí sinh tham gia các cuộc thi sắc đẹp khác:
| Hoa hậu Hoàn vũ - 2003: Panama – Stefanie de Roux (Top 15) - 2005: Ai Cập – Meriam George - 2006: Ethiopia – Dina Fekadu (Top 20) - 2006: Ireland – Melanie Boreham - 2006: Ba Lan – Francys Sudnicka - 2006: Slovakia – Judita Hrubyová - 2007: Bolivia – Jessica Jordan - 2013: Canada – Riza Santos Hoa hậu Thế giới - 2006: Guadeloupe – Caroline Virgile Bevis - 2007: Phần Lan – Linnea Aaltonen - 2007: Tanzania – Richa Adhia - 2011: Canada – Riza Santos (Top 31) Hoa hậu Quốc tế - 2005: Ethiopia – Dina Fekadu - 2005: Thụy Điển – Cécilia Harbo Kristensen - 2009: Georgia – Maria Sarchimelia Hoa hậu Liên lục địa - 2005: Ai Cập – Meriam George (Bán kết) - 2009: Honduras – Lesly Gabriela Molina Kristoffp (Bán kết) Nữ hoàng Du lịch Quốc tế - 2005: Nhật Bản – Noriko Ohno - 2005: Malaysia – Alice Loh (Trình diễn sườn xám đẹp nhất) - 2007: Ecuador – Maria Magdalena Stahl - 2007: Georgia – Maria Sarchimelia - 2007: Liberia – Rachel Njinimbam - 2007: Thụy Điển – Cécilia Harbo Kristensen | Hoa hậu Du lịch Quốc tế - 2010: Phần Lan – Linnea Aaltonen (Bán kết) - 2010: Georgia – Maria Sarchimelia Hoa hậu Du lịch Liên lục địa - 2005: Ethiopia – Dina Fekadu (Miss Goodwill) Hoa hậu Du lịch Thế giới - 2000: Ba Lan – Francys Sudnicka Nữ hoàng Du lịch Quốc tế của năm - 2011: Singapore – Shn Juay Shi Yun Hoa hậu Hữu nghị Quốc tế - 2009: Georgia – Maria Sarchimelia Miss Continente Americano - 2006: Peru – Valery Caroline Neff Reinado Internacional del Café - 2008: Bolivia – Jessica Jordan (Chiến thắng) Hoa hậu Châu Âu - 2006: Thụy Điển – Cécilia Harbo Kristensen Miss Scandinavia - 2004: Thụy Điển – Cécilia Harbo Kristensen Hoa hậu Siêu tài năng Châu Á - Thái Bình Dương Thế giới - 2013: Ai Cập – Meriam George (Á hậu 1) Hoa hậu Châu Á - Thái Bình Dương Quốc tế - 2005: Honduras – Lesly Kristoff - 2005: Wales – Laura Livesy Miss Francophonie Internationale - 2007: Pháp – Anne-Charlotte Triplet |

### Thông tin về một số thí sinh
- Canada – Riza Santos tham gia Pinoy Big Brother Celebrity Edition 2 vào ngày 14 tháng 10 năm 2007 và giành giải nhì.
- Liban – Nahed Al-Saghir qua đời ngày 16 tháng 4 năm 2011 do biến chứng của bệnh nhiễm trùng thận.
- Thái Lan – Pailin Rungratanasunthor tham gia Amazing Race Asia 3 với Hoa hậu Hoàn vũ 2005 Natalie Glebova.

## Hình ảnh

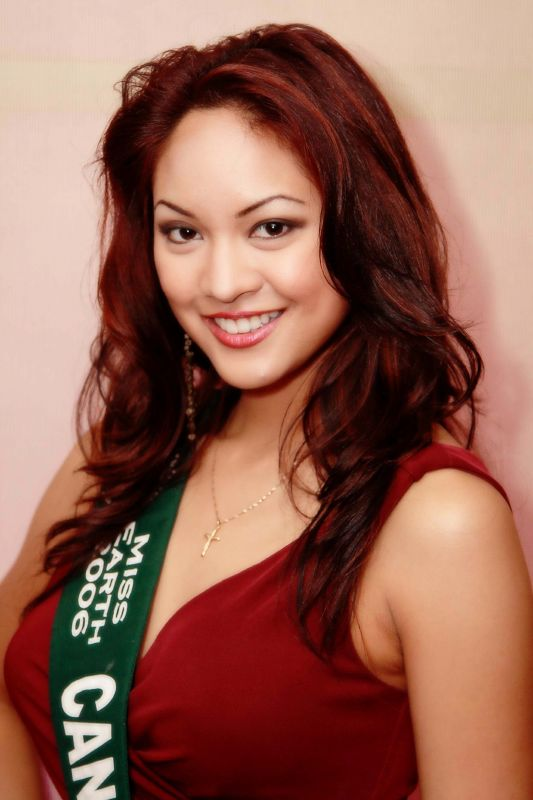
Riza Santos Hoa hậu Canada
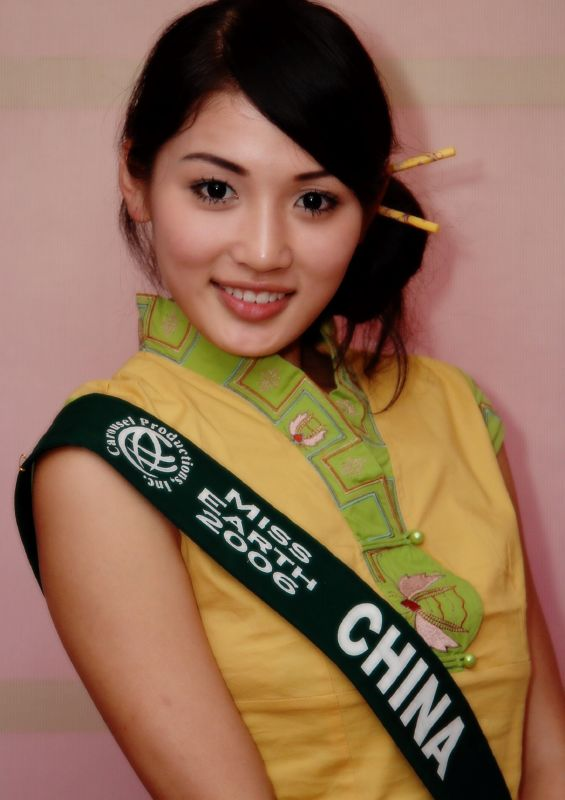
Zhou Meng Ting Hoa hậu Trung Quốc
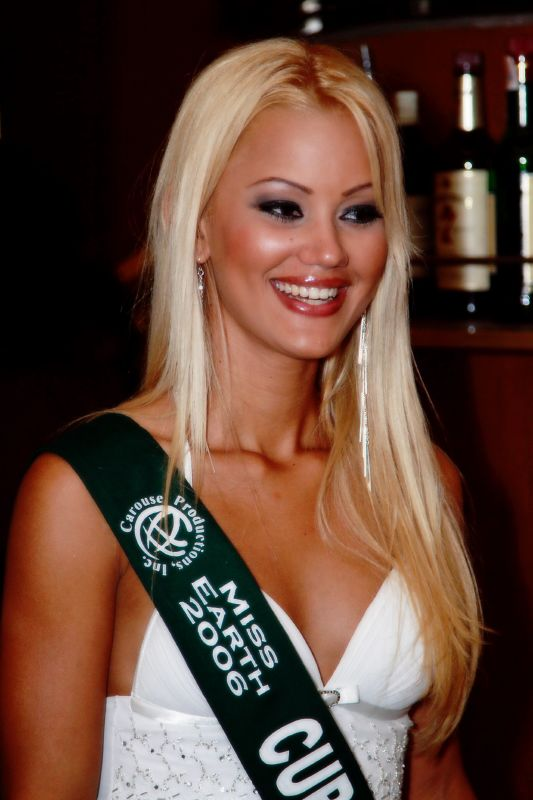
Krystal Sprock Hoa hậu Curaçao
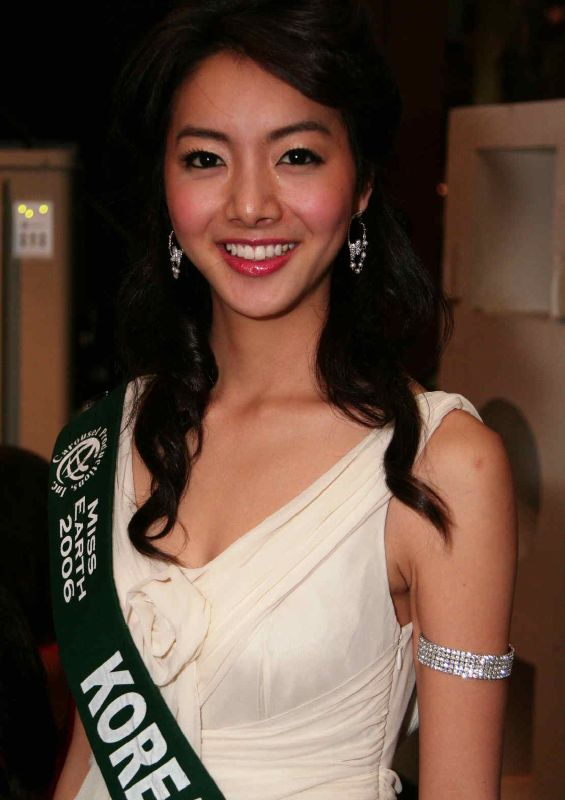
Park Hee-jung Hoa hậu Hàn Quốc
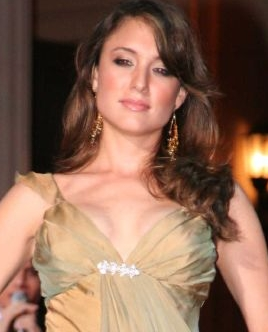
Stefanie de Roux Hoa hậu Panama

## Ghi nhận lịch sử
Năm nay là năm đầu tiên châu Á tiến sâu vào cuộc thi khi có sự góp mặt của Hoa hậu Philippines và Ấn Độ. Ấn Độ là quốc gia châu Á có thành tích tốt nhất tại cuộc thi tính đến thời điểm này.